# Pachygnatha
Genre
Synonymes
- Manduculus Blackwall, 1833

Pachygnatha est un genre d'araignées aranéomorphes de la famille des Tetragnathidae.

## Distribution
Les espèces de ce genre se rencontrent en Asie, en Afrique, en Europe et en Amérique du Nord.

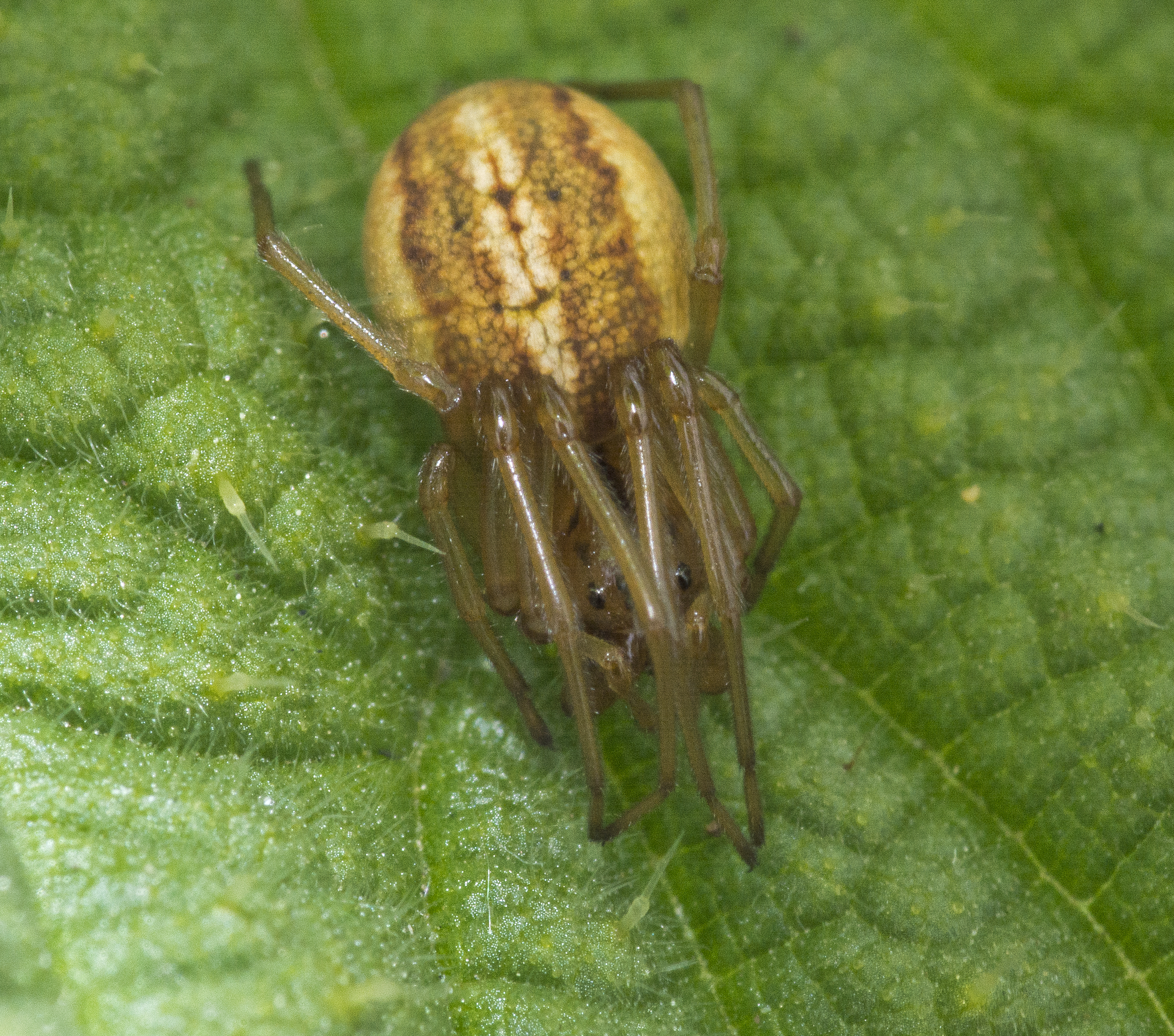
Pachygnatha clercki

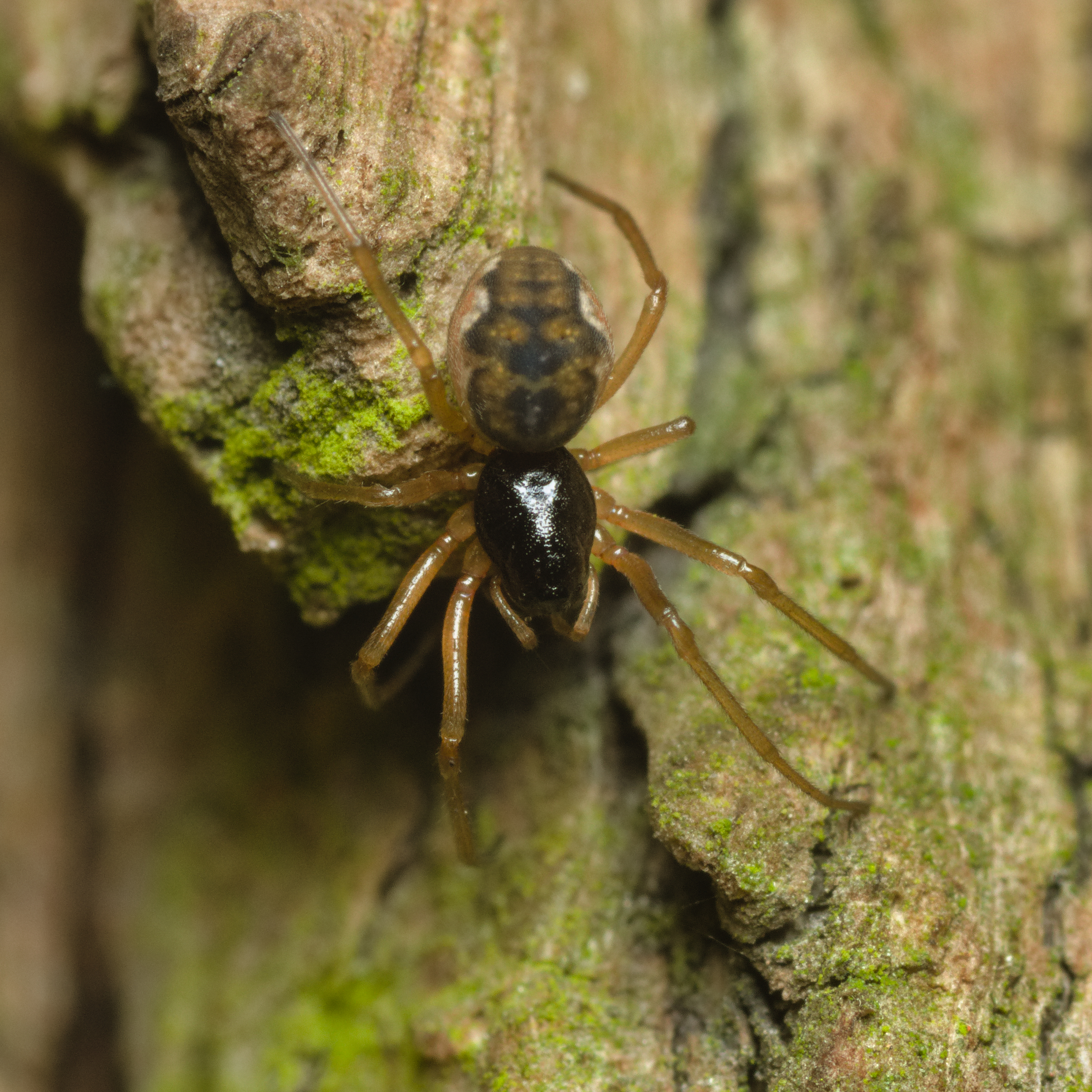
Pachygnatha degeeri

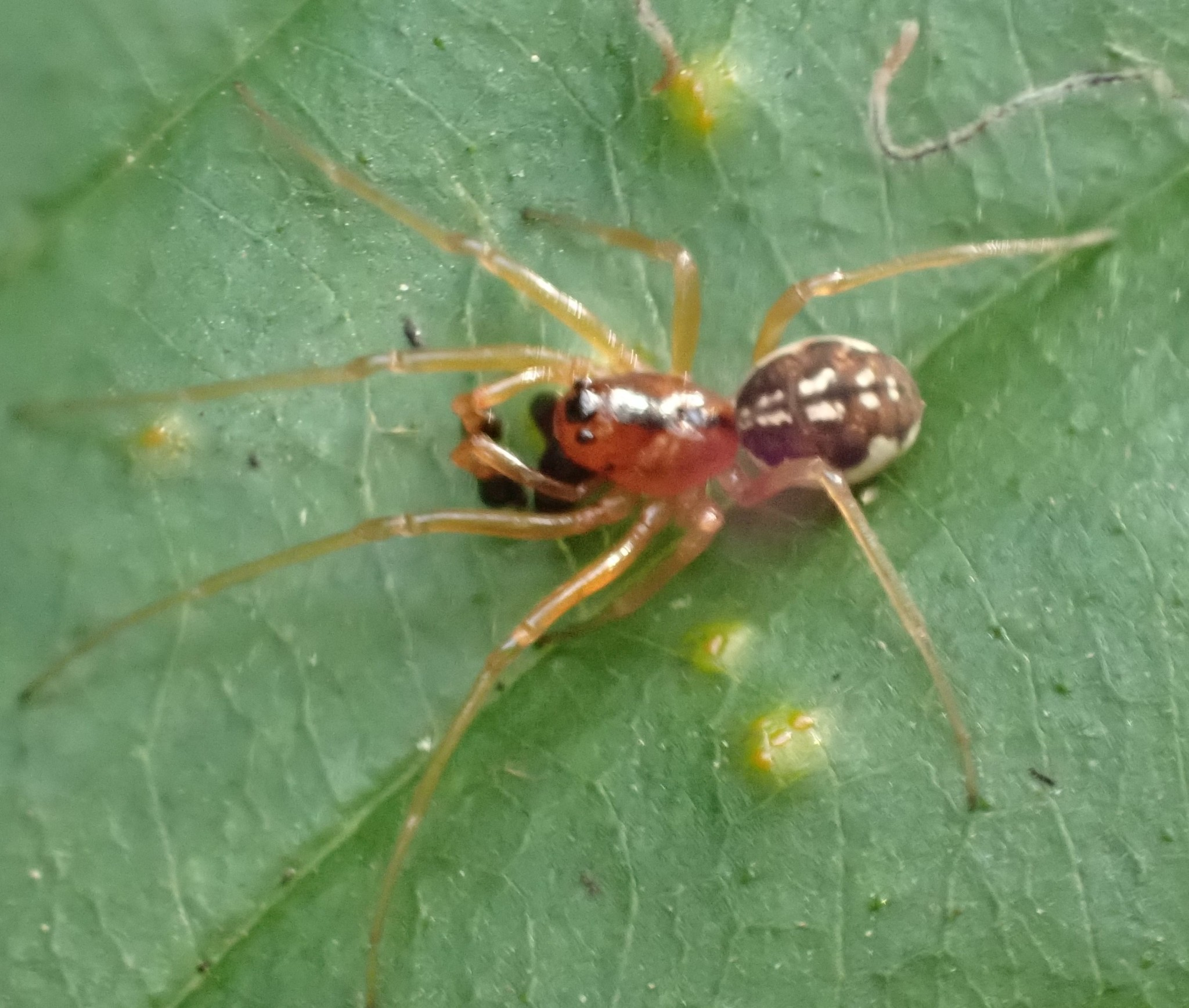
Pachygnatha listeri

## Liste des espèces
Selon World Spider Catalog (version 25.5, 21/01/2025) :
- Pachygnatha amurensis Strand, 1907
- Pachygnatha atromarginata Bosmans & Bosselaers, 1994
- Pachygnatha autumnalis Marx, 1884
- Pachygnatha bispiralis Nzigidahera & Jocqué, 2014
- Pachygnatha bonneti Senglet, 1973
- Pachygnatha brevis Keyserling, 1884
- Pachygnatha calusa Levi, 1980
- Pachygnatha clercki Sundevall, 1823
- Pachygnatha clerckoides Wunderlich, 1985
- Pachygnatha degeeri Sundevall, 1830
- Pachygnatha dorothea McCook, 1894
- Pachygnatha fengzhen Zhu, Song & Zhang, 2003
- Pachygnatha furcillata Keyserling, 1884
- Pachygnatha goedeli Bosmans & Bosselaers, 1994
- Pachygnatha hexatracheata Bosmans & Bosselaers, 1994
- Pachygnatha intermedia Nzigidahera & Jocqué, 2014
- Pachygnatha jansseni Bosmans & Bosselaers, 1994
- Pachygnatha kiwuana Strand, 1913
- Pachygnatha leleupi Lawrence, 1952
- Pachygnatha listeri Sundevall, 1830
- Pachygnatha longipes Simon, 1894
- Pachygnatha monticola Baba & Tanikawa, 2018
- Pachygnatha mucronata Tullgren, 1910
- Pachygnatha ochongipina Barrion & Litsinger, 1995
- Pachygnatha okuensis Bosmans & Bosselaers, 1994
- Pachygnatha opdeweerdtae Bosmans & Bosselaers, 1994
- Pachygnatha palmquisti Tullgren, 1910
- Pachygnatha procincta Bosmans & Bosselaers, 1994
- Pachygnatha quadrimaculata (Bösenberg & Strand, 1906)
- Pachygnatha rotunda Saito, 1939
- Pachygnatha ruanda Strand, 1913
- Pachygnatha shengtangensis Huang, Wu, Yin, Xu & Chen, 2024
- Pachygnatha simoni Senglet, 1973
- Pachygnatha sundevalli Senglet, 1973
- Pachygnatha tenera Karsch, 1879
- Pachygnatha terilis Thaler, 1991
- Pachygnatha tristriata C. L. Koch, 1845
- Pachygnatha tullgreni Senglet, 1973
- Pachygnatha unciniformis Huang, Wu, Yin, Xu & Chen, 2024
- Pachygnatha ventricosa Nzigidahera & Jocqué, 2014
- Pachygnatha vorax Thorell, 1895
- Pachygnatha xanthostoma C. L. Koch, 1845
- Pachygnatha zappa Bosmans & Bosselaers, 1994
- Pachygnatha zhui Zhu, Song & Zhang, 2003

## Systématique et taxinomie
Ce genre a été décrit par Sundevall en 1823.
Manduculus a été placé en synonymie par Blackwall en 1852.

## Publication originale
- Sundevall, 1823 : Specimen academicum genera araneidum Sueciae exhibens. Lundae, p. 1-22.